# المركز الكويتي لحقوق الجاليات
المركز الكويتي لحقوق الجاليات - جمعية نفع عام مقرها :  الكويت - جنوب السرة - ضاحية الشهداء قطعة 2 شارع 201 فيلا رقم 71.

## أهداف المركز
- المساهمة في تحسين صورة دولة الكويت محليأً ودولياً في مجال حقوق الإنسان من خلال ابراز المظهر الحضاري والصورة المشرفة لدولة الكويت .
- التأكد من تنفيذ الجهات الحكومية للقوانين واللوائح ذات الصلة والكشف عن التجاوزات المخالفة وسوء استعمال السلطة التي تشكل انتهاكاً لحقوق الإنسان المتصلة بالجاليات .
- ابداء الرأي في مشروعات القوانين المتعلقة بحقوق الإنسان المتصلة بالجاليات ومراجعة القوانين السارية وتقديم الاقتراحات بتعديلها

والمساهمة في معالجة القصور التشريعي .
- تلقي شكاوى حقوق الإنسان المتصلة بالجاليات ، واتخاذ الإجراءات المناسبة في شأنها.
- إصدار النشرات والمجلات والمطبوعات لنشر أهداف المركز واختصاصاته .
- عقد المؤتمرات والندوات الداخلية والدولية في مسائل حقوق الإنسان المتصلة بالجاليات والمشاركة فيها.
- التعاون مع المنظمات والمؤسسات الوطنية والإقليمية والدولية العاملة في مجال حقوق الإنسان بما يحقق أهداف المركز وتنمية علاقاته.
- المساهمة في رعاية المرضى والمعاقين، وكفالة الأيتام من أبناء الجاليات.